# カブリ理論物理学研究所
カブリ理論物理学研究所（カブリりろんぶつりがくけんきゅうじょ、英語: Kavli Institute for Theoretical Physics、KITP）は、アメリカ合衆国のカリフォルニア大学サンタバーバラ校 (UCSB) が擁する、世界で最も権威ある理論物理学研究所の一つである。
1979年設置。2001年よりそれまでのUCSB理論物理学研究所 (ITP) から現行名となる。超ひも理論等の研究を行う。研究所に多額の寄付を行ったフレッド・カブリに因む。